# Abraxas albomarginata
Abraxas albomarginata är en fjärilsart som beskrevs av Rayner 1903. Abraxas albomarginata ingår i släktet Abraxas och familjen mätare. Inga underarter finns listade i Catalogue of Life.